# Aristolochia oblongata
Aristolochia oblongata är en piprankeväxtart. Aristolochia oblongata ingår i släktet piprankor, och familjen piprankeväxter.

## Underarter
Arten delas in i följande underarter:
- A. o. calceiformis
- A. o. maestrensis
- A. o. oblongata